# 엑조디아
엑조디아(일본어: エクゾディア, 영어: Exodia)는 유희왕 게임의 카드 5장을 가리킨다. 봉인된 엑조디아, 봉인된 자의 왼쪽 팔, 봉인된 자의 오른쪽 팔, 봉인된 자의 왼쪽 다리, 봉인된 자의 오른쪽 다리로 이루어졌으며, 5장을 카드패에 모두 모으면 듀얼에서 승리한다.